# Дом печати (Екатеринбург)
Здание типографии издательства «Уральский рабочий» (Дом печати) — здание в Екатеринбурге на пересечении проспекта Ленина и улицы Тургенева. Построено в 1929—1930 годах для редакции и типографии газеты «Уральский рабочий». Является памятником конструктивизма, имеет статус памятника архитектуры федерального значения.

## История
Строительство здания велось по решению Обкома ВКП(б) с 1929 по 1930 год для размещения полиграфии и редакции газеты «Уральский рабочий».
В годы Великой Отечественной войны в здании разместили Свердловское областное книжное издательство и Областное отделение Союза писателей СССР во главе с П. П. Бажовым, объединявшее в том числе писателей, эвакуированных из Москвы и других городов. Для приезжих писателей в здании Дома печати было организовано общежитие. Таким образом, в годы войны здание приобрело негласный статус центра литературной жизни Свердловска.
В 1990-х — начале 2000-х годов часть площадей в здании арендовало издательство «ПАКРУС». По состоянию на 2016 год, часть 4-го этажа занимал Издательский дом «Сократ».
В цокольном этаже здания располагается книжный магазин.

## Архитектура
В качестве архитектора здания называют имя А. В. Сигова.
Здание расположено в Екатеринбурге на пересечении проспекта Ленина и улицы Тургенева. Более длинный фасад вытянут вдоль проспекта Ленина, с запада примыкает к зданию Театра музыкальной комедии.
Четырёхэтажное здание имеет Г-образную форму с закруглённым углом, построено с использованием железобетонного каркаса. Уклон проспекта Ленина на запад обусловливает наличие цокольного этажа в западной части здания. Фасады имеют гладкие стены и ленточные окна. Восточный фасад имеет остеклённый лестничный эркер. Здание является примером производственного корпуса начала 1930-х годов в стиле конструктивизма.

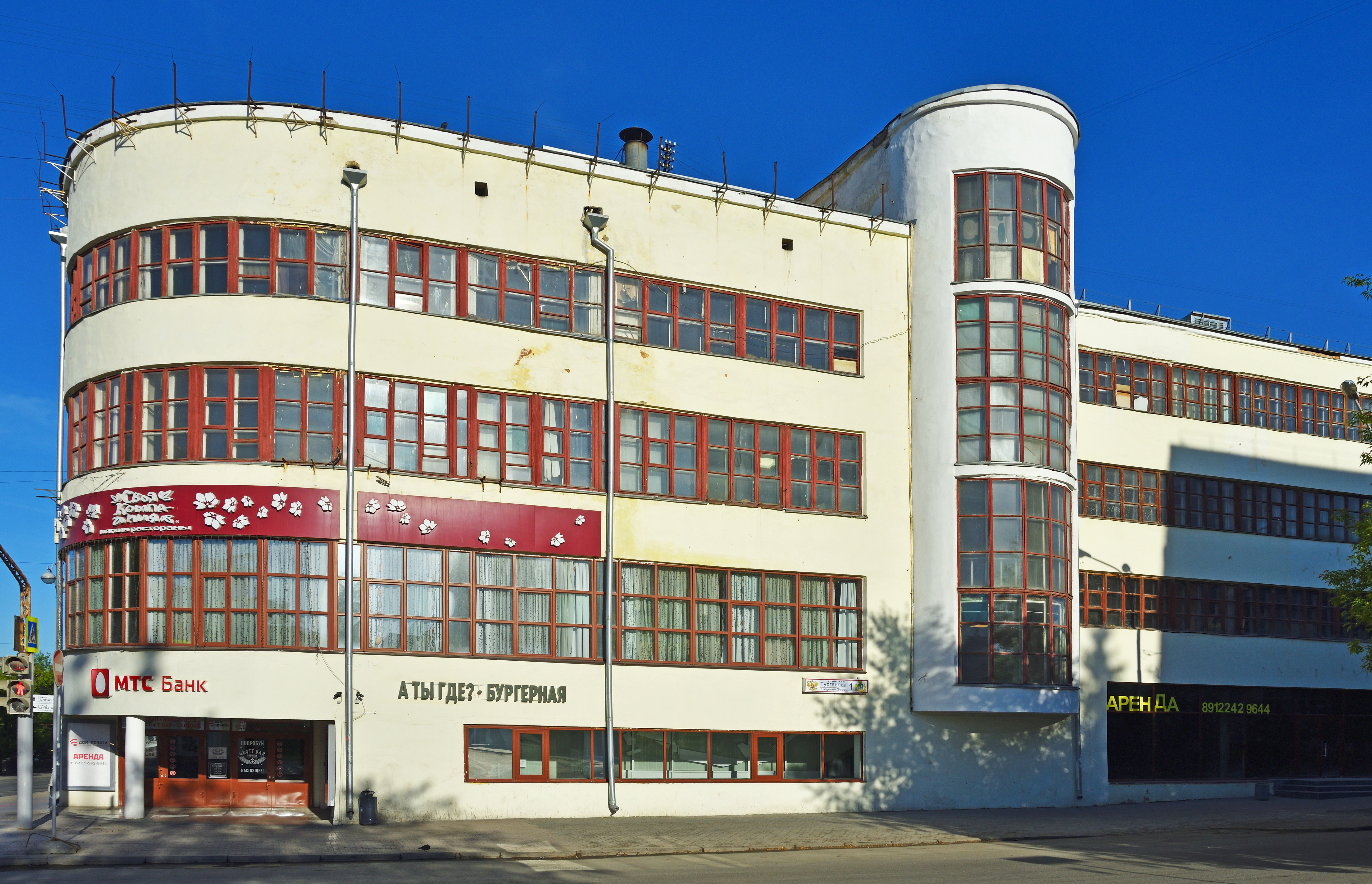
Восточный фасад
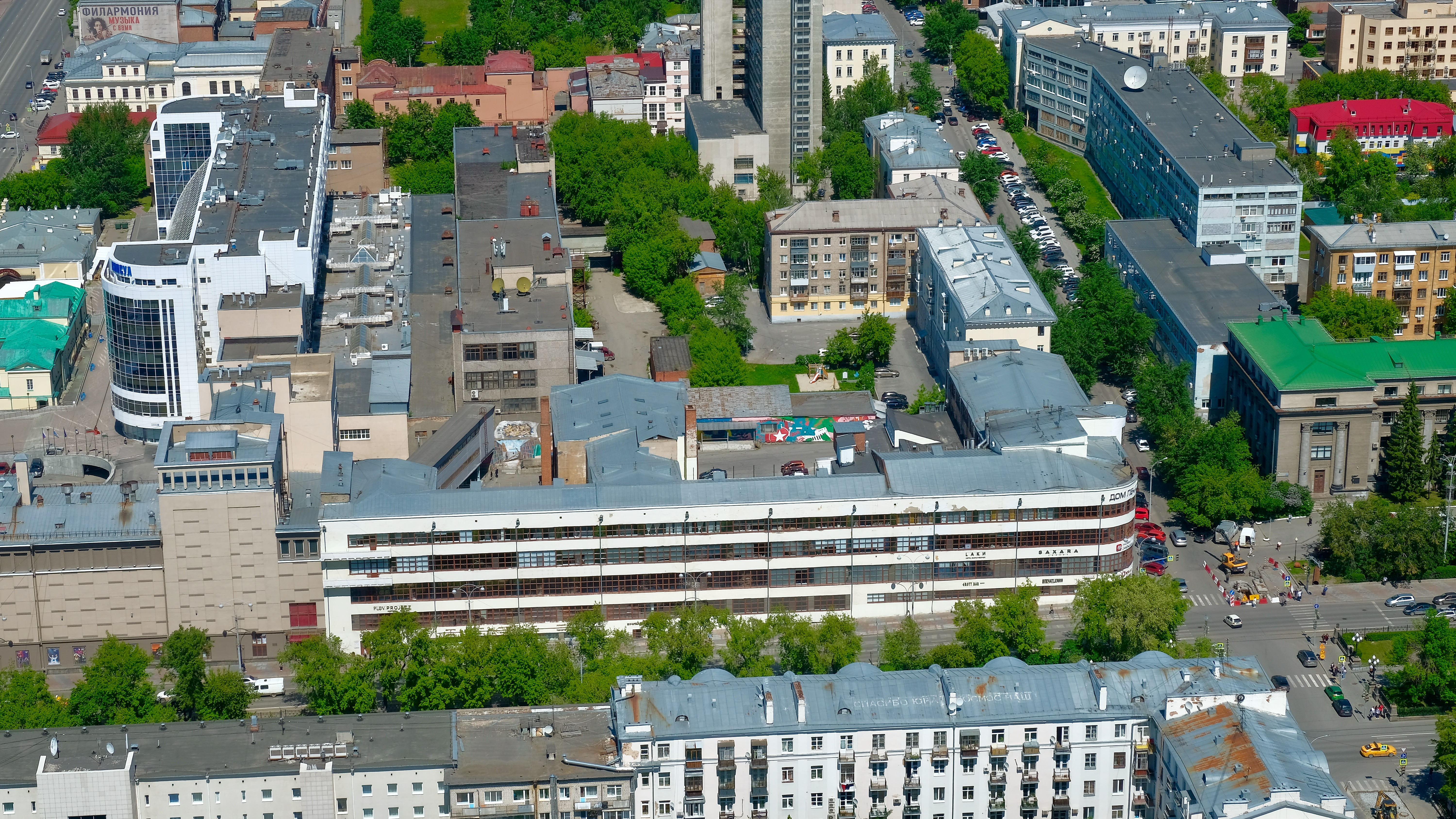
Вид со смотровой площадки Высоцкого
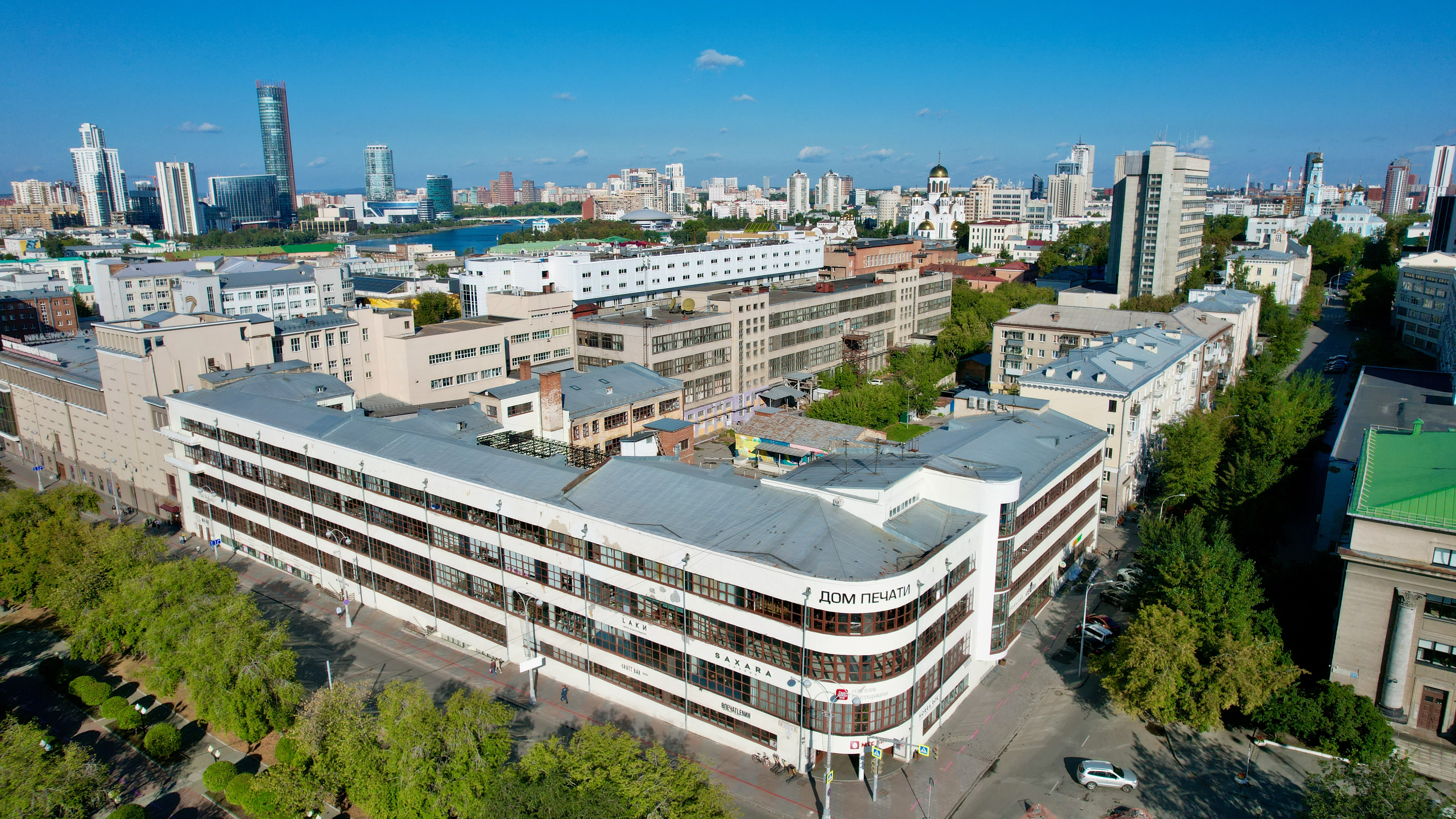
Вид с высоты
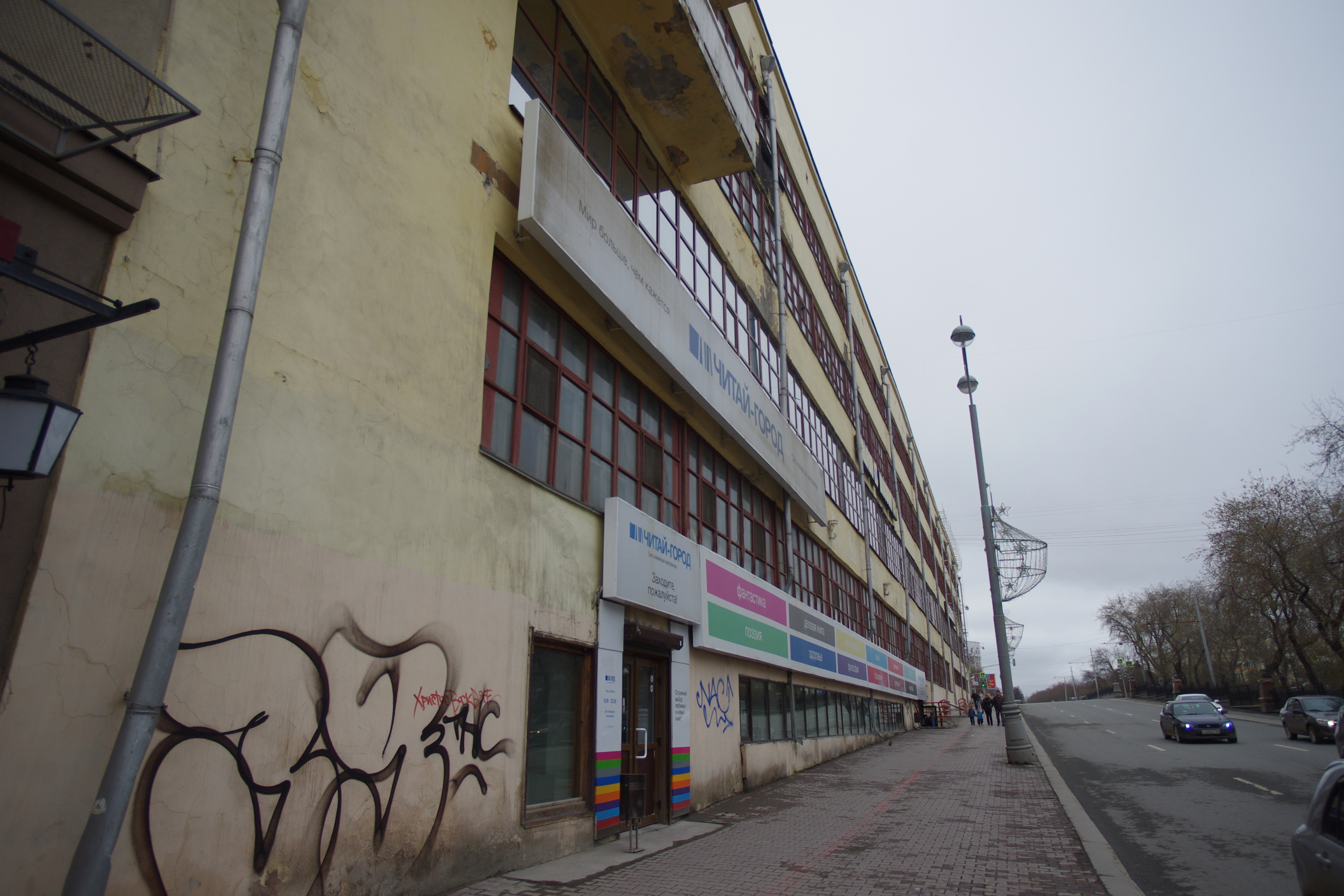
Со стороны пр. Ленина
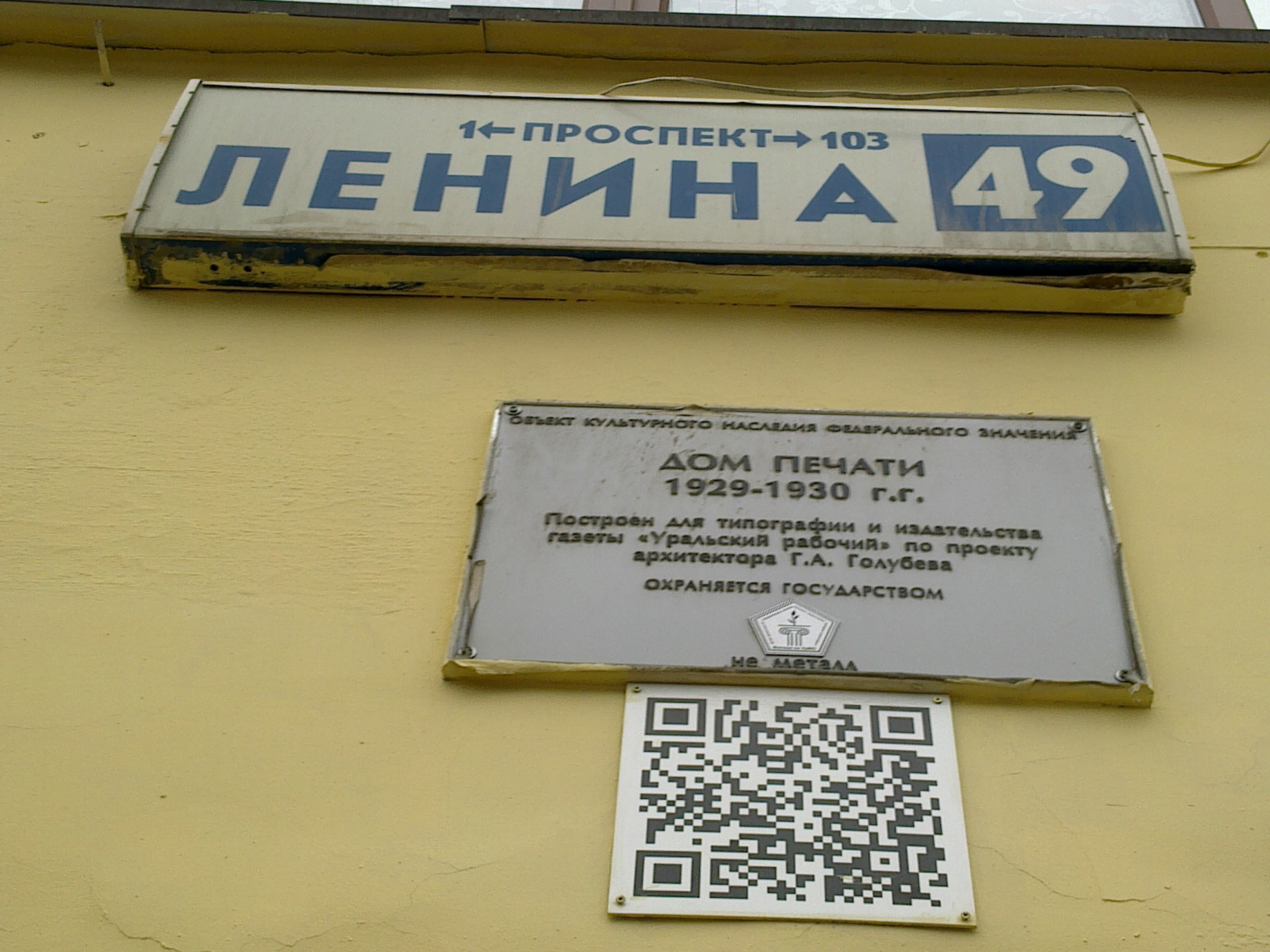
Памятная табличка